# Henry Pitkin

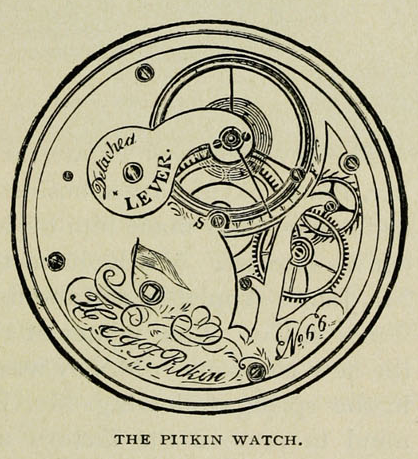
Diseño de un reloj Pitkin

Henry Pitkin (2 de enero de 1811 - 18 de septiembre de 1846) fue un platero y relojero estadounidense de Hartford, pionero en la industrialización de la producción de relojes en América.

## Semblanza
Pitkin, junto con sus hermanos John, Walter y James, tenía un próspero negocio de fabricación de joyas en Hartford, Connecticut. Los Pitkin eran conocidos por su excepcional habilidad mecánica. Junto con sus dos hermanos mayores, John y Walter, habían sido aprendices de plateros y relojeros, probablemente bajo la dirección de Jacob Sargeant de Hartford. Sin embargo, debido a la depresión posterior al pánico de 1837, finalmente cerraron su negocio de joyería a finales de la década de 1830.
Los hermanos Pitkin ya estaban desarrollando un reloj que esperaban que se pudiera producir en masa con éxito mediante la automatización parcial del proceso. A Pitkin se le ocurrió la idea de fabricar relojes de bolsillo mediante métodos producción en cadena utilizando equipos de fabricación mecánica. Pitkin y sus hermanos, diseñaron y construyeron ellos mismos las máquinas para la fabricación de relojes de bolsillo. Pitkin fue el inventor del movimiento estadounidense del escape de palanca para los relojes de bolsillo.
La producción en masa de los relojes Pitkin comenzó en 1836. Pitkin, junto con sus hermanos, diseñó los primeros relojes de bolsillo estadounidenses con las primeras piezas fabricadas a máquina en Estados Unidos. La Pitkin Watch Company fue la primera en producir relojes de bolsillo en masa en Estados Unidos. Los relojes de bolsillo de Pitkin gozaban de una excelente reputación por su precisión y durabilidad. Las placas de los relojes de bolsillo Pitkin se troquelaban con matrices, pero muchas veces debían ser acabadas a mano con tolerancias muy ajustadas. Los movimientos eran de placa de tres cuartos, de tren lento y con un diámetro aproximado al de un reloj de bolsillo moderno de tamaño 16. Las cajas de los relojes las fabricaban ellos mismos en oro y plata. Importaban de Europa muchas de las esferas, manecillas, espirales y joyas de volante necesarias para sus relojes, aunque procuraban evitar el uso de piezas extranjeras. Pitkin bautizó los primeros cincuenta movimientos con su propio nombre. Sin embargo, posteriormente se utilizó el nombre «H & J. F. Pitkin». No grababan la ubicación de su taller de producción en sus relojes, pero sí las palabras «Detached Lever» (Palanca Desmontable) en el puente del volante. Pitkin y su hermano fabricaron unos 800 relojes entre 1836 y 1841.
Había relojes importados más baratos fabricados por los suizos, por lo que tuvieron dificultades para mantener el negocio a flote. En 1841, la compañía se trasladó a Nueva York con la esperanza de un mejor mercado. El coste de fabricación de los mecanismos era demasiado elevado para competir con los relojes suizos y otros productos importados. En 1846, Pitkin sufrió una crisis nerviosa y se suicidó. Su hermano James falleció pocos años después. Un empleado de los hermanos Pitkin, Amariah Hells, continuó el negocio hasta 1852. Pitkin inició la tendencia de fabricar relojes de bolsillo en serie mediante automatización.